# Lasse Braun

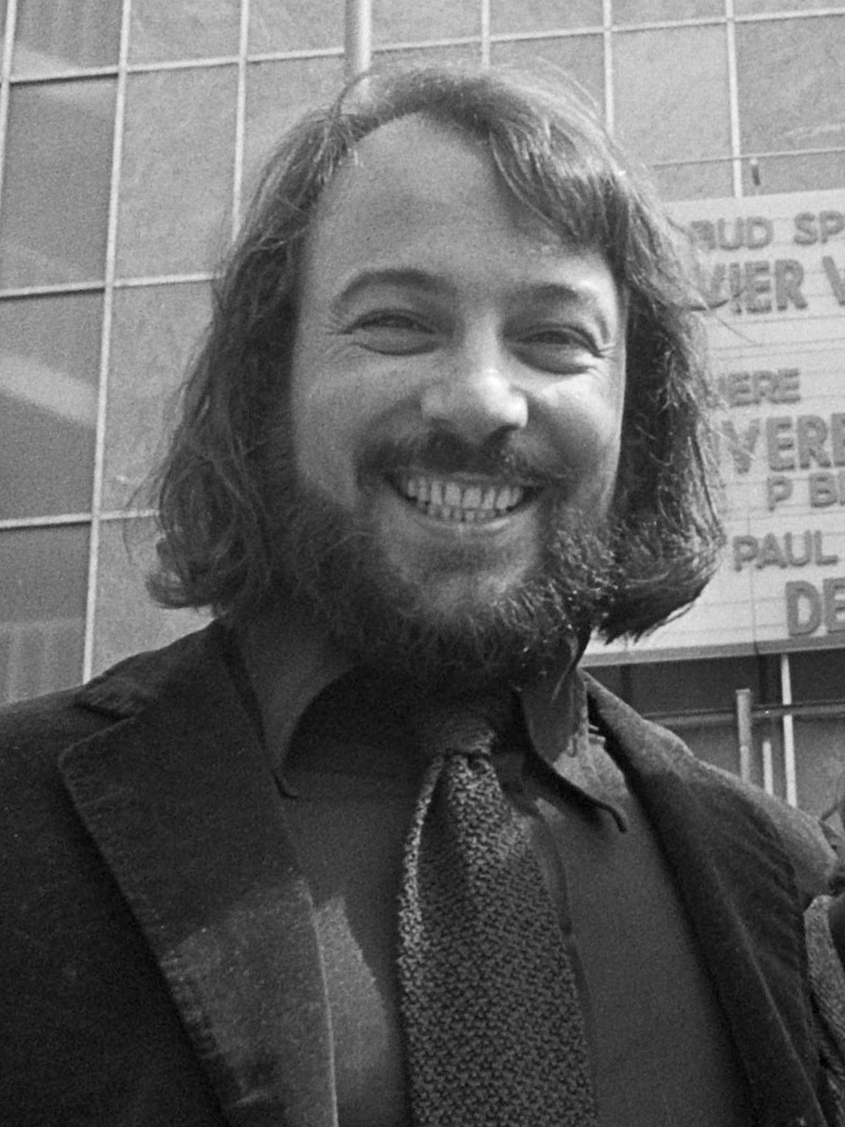
Lasse Braun (1976)

Lasse Braun, (ware identiteit en precieze geboortedatum onbekend; Algiers, 1936 – Rome, 16 februari 2015) was een Italiaanse regisseur van pornofilms.
Hij staat bekend als de Europese pionier op het gebied van de moderne pornografie. Hij was actief als filmmaker, regisseur, scenarist, auteur en producent en probeerde het genre uit de obscuriteit te halen. Zijn in Nederland opgenomen films Sensations en Body Love (met elektronische muziek van Klaus Schulze) werden op het Cannes filmfestival vertoond, en tot klassiekers van de Porno Chic, de stijlvolle seksfilm bestemd voor de reguliere bioscoop, gerekend. Braun vergaarde de miljoenenbudgets voor zijn langere films uit de winst die hij maakte door de handel in zogenaamde "loops" (8-10 minuten durende geluidloze seksfilmpjes op Super 8 formaat) voor de peepshows van zijn Amerikaanse partner Reuben Sturman, die hiermee een fortuin maakte. Na zich te hebben teruggetrokken uit de pornofilmwereld vanwege teleurstelling over de in zijn ogen technisch en artistiek inferieure videoporno-producties als gevolg van de puur commerciële benadering van distributeurs in Amerika, heeft Braun zich toegelegd op het schrijven van wetenschappelijke werken over seksuologie (L'impeto di Venere, over de G-plek), erotische historische romans zoals "Lady Caligula", erotische thrillers, een studie over prostitutie, en zijn autobiografie.

## Historische achtergrond
Afkomstig uit een welgestelde, aristocratische Italiaanse familie, was Braun voorbestemd om net als zijn vader diplomaat te worden. Als afronding van zijn rechtenstudie (1956-63) aan de Staatsuniversiteit van Milaan bereidde hij zich voor op de verdediging van zijn proefschrift, getiteld Judiciary Censorship in the Western World, maar de inhoud hiervan werd afgewezen vanwege de radicale ideeën die werden gelanceerd. Een bevriend parlementslid uit Denemarken vertaalde het in het Deens, en legde hiermee de basis voor de Deense grondwetswijziging op 4 juni 1969, waarmee pornografie werd gelegaliseerd.
Braun zag zichzelf in de traditie van 18e-eeuwse schrijvers als Restif de la Bretonne, die als eerste de term "pornografie" introduceerde in Le Pornographe (1769), en iedere denkbare seksuele variant had beschreven in L'Anti-Justine ou les Délices de l'Amour (1798).
Een andere bron van inspiratie vormt de klassieke oudheid, waarin priapistische rituelen en orgiastische festivals van de Dionysuscultus deel uitmaakten van de Griekse en Romeinse cultuur, zoals ook de verering van Aphrodite Pornè, de godin van de Lust en beschermvrouwe van prostituees. Volgens Braun heeft de eeuwenlange onderdrukking (geïnstitutionaliseerd door de gevestigde politieke en religieuze orde) slechts geleid tot geestelijke schade en frustratie; zijn conclusie luidt dat de censuur zelf juist obsceen is.
Na historisch en taalkundig onderzoek werkte Braun een jaar aan zijn roman Lady Caligula. Hierin druist hij tegen de gangbare traditie in door Caligula af te schilderen als een briljante figuur, in plaats van de ernstig gestoorde keizer zoals beschreven in Edward Gibbons Decline and Fall of the Roman Empire en in I, Claudius.

## Filmloopbaan
Braun nam vanaf 1961 persoonlijke risico's door in het Spanje van Franco en het Frankrijk van president Pompidou te filmen. Zo veranderde hij voortdurend van nationaliteit, naam en domicilie om arrestatie te voorkomen. Voor het smokkelen van zijn films, beeldverhalen en romans gebruikte hij de CD-nummerborden van zijn vader. Na een jaar in Zweden de technische kant van het filmvak te hebben bestudeerd opende Braun zijn eigen studio in Kopenhagen.
Na twee jaar verkaste hij naar Breda. Gebruikmakend van modellen die hij had ontmoet in Europese bars en disco's, produceerde Braun zijn langere films met de Duits-Amerikaanse Brigitte Maier, de Française Nathalie Morin, en Catherine Ringer. 
 De films van Braun verschillen sterk van de traditionele stag films (letterlijk: "films over dekhengsten") die vanaf 1916 reeds werden vervaardigd. Verhaallijnen rond Viking-invasies, James Bond parodieën, en exotische locaties zoals Caribische eilanden, Terschelling en Kasteel Groeneveld dragen bij aan een lossere sfeer dan gebruikelijk in dit per definitie beperkte genre.

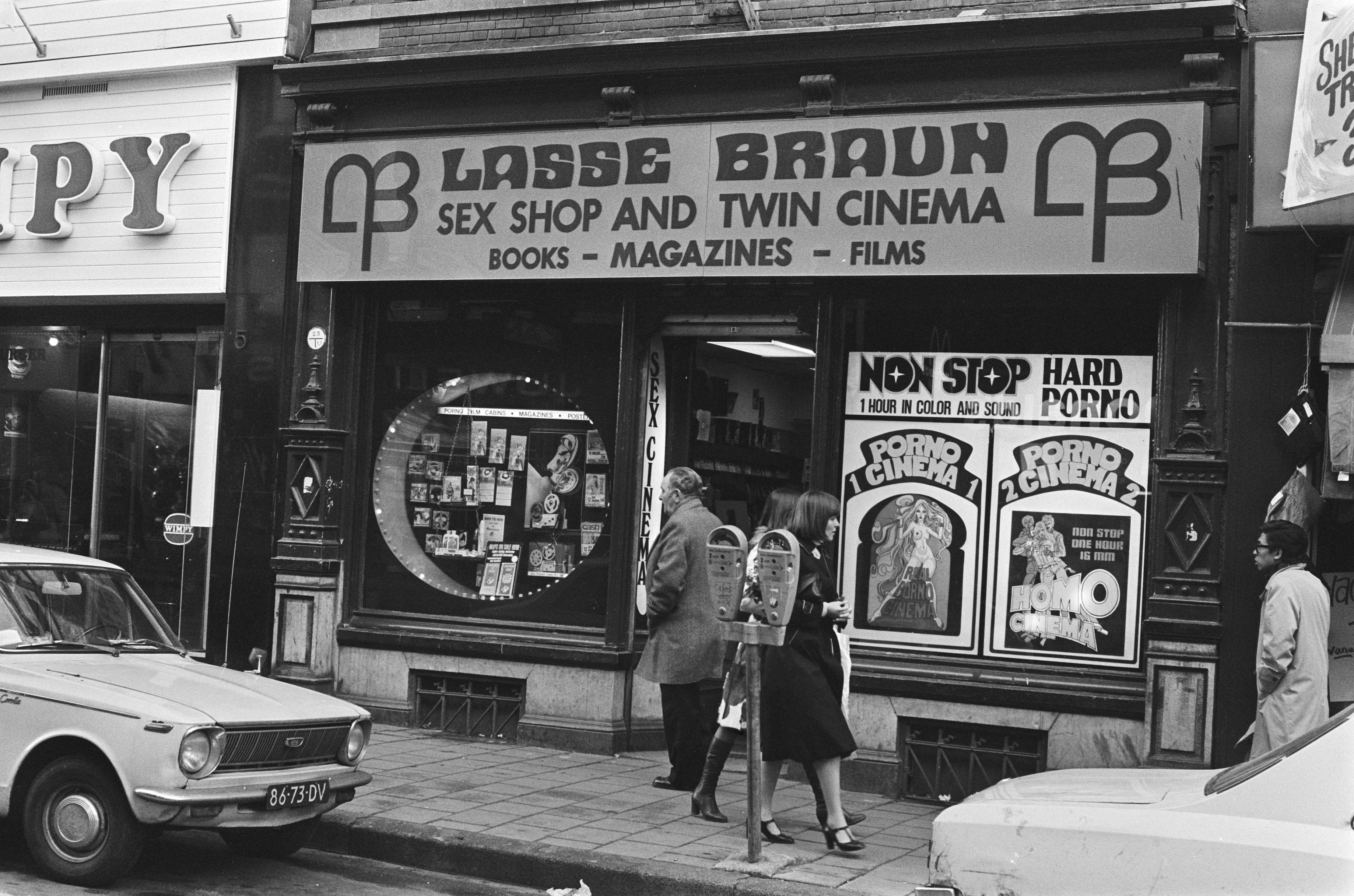
Lasse Brauns sexcinema in Amsterdam (1977)

In het Amsterdamse City 2 theater draaide zijn French Blue film van juni tot december 1977, en werd Braun een vijfjarig contract aangeboden voor deze film tezamen met Sensations, maar de toenmalige minister van Justitie Dries van Agt maakte een einde aan de vertoning van pornofilms op grote schaal door het herinvoeren van een wet uit 1880. Hierop vertrok Braun gedesillusioneerd en zette zijn enig bekende zoon uit drieduizend affaires, Axel Braun, later in Amerika het métier voort.
De voormalige echtgenote van Lasse Braun verbrandde het complete foto- en filmarchief in 1980 uit angst voor een politie-inval, maar Braun heeft met behulp van verzamelaars onlangs drie speelfilms en 30 loops vastgelegd op dvd-formaat. Braun trad op in de televisieserie Pornography: A Secret History of Civilisation (1999), en in 2001 maakte Thorsten Schütte een televisie-documentaire over Braun, getiteld Ich, der King of Porn... das abenteuerliche Leben des Lasse Braun, in Nederland vertoond door de VPRO.
Braun had diabetes, na een nachtlang aan zijn nieuwe boek te hebben gewerkt viel hij in zijn werkkamer, en werd naar het ziekenhuis gebracht in Rome waar hij overleed op 78-jarige leeftijd.

## Onderscheidingen
- AVN Hall of Fame

## Filmografie (selectie)
- French Blue/Sensations/Body Love

met 30 korte films uit 1961-77 heruitgebracht op dvd (2008)

- American Desire (1981)
- Body Love (1977)
- Love Inferno (1977)
- Satin Party (1977)
- Sensations (1975)
- French Blue (1974)